# ST ATR 120
De ATR 120, ook wel GelenkTriebWagen genoemd, is een dieselelektrisch treinstel met lagevloerdeel voor het regionaal personenvervoer van de Sistemi Territoriali S.p.A. (ST).

## Geschiedenis
Het treinstel werd ontworpen en gebouwd door Stadler Rail te Bussnang. Sistemi Territoriali S.p.A. (ST) gebruikt sinds 2006 een treinstel. In 2009 werd nog een treinstel aangeschaft.

## Constructie en techniek
Het treinstel is opgebouwd uit een aluminium frame met een frontdeel van GVK. Het treinstel heeft een lagevloerdeel. Dit treinstel wordt aangedrijven door vier MAN dieselmotoren die iedere een dynamo met een elektromotor aandrijft. Deze treinstellen kunnen tot drie stuks gecombineerd rijden. De treinstellen zijn uitgerust met luchtvering.
Het gaat hierbij om een treinstel bestaande uit twee GTW 2/6 met een stuurstand en aan de andere zijde een overgang. Hierdoor ontstond de GTW 4/12 treinstel. Een helft van deze GTW 4/12 treinstel kan ook worden gecombineerd met een GTW 2/6 treinstel.

### Nummers
De treinen zijn door Sistemi Territoriali S.p.A. (ST) als volt genummerd:
| treinstel nummer          | rijtuig nummer                                                                    |
| ------------------------- | --------------------------------------------------------------------------------- |
| ATR 120.401 + ATR 120.402 | ATR 121.401 + ATR 122.401 + ATR 123.401 + ATR 124.402 + ATR 122.402 + ATR 121.402 |
| ATR 120.403 + ATR 120.404 | ATR 121.403 + ATR 122.403 + ATR 123.403 + ATR 124.404 + ATR 122.404 + ATR 121.404 |

## Treindiensten
De treinen worden door Sistemi Territoriali S.p.A. (ST) ingezet op de traject: Adria - Mestre